# Geodiversitas
Geodiversitas est une revue internationale, et une étude collégiale qui propose un programme d'études en libre accès basé sur la paléontologie. Elle est fondée en 2004, directement par le Muséum national d'histoire naturelle de Paris.